# FAKKU!
파쿠 (FAKKU!)（ふぁっく)는 미국의 성인용 만화 판매 사이트 및 출판사이다. 일본의 성인용 만화를 많이 취급한다.

## 개요
미국에서 가장 큰 '헨타이'장르의 출판사로, 사이트에는 한 달에 10억 조회수가 있으며, 9만명의 유니크 유저가 방문한다. 와니 매거진사와 제휴하고 있으며, 여월군진이나 Cuvie의 작품이 공식 배포되고 있다.
일본에서 접속할 수 없는 '18세 미만 금지 대형 회원제 사이트'로 일본 성인용 만화영문판을 무제한으로 볼 수 있으며 수십만 규모의 유료회원을 거느리고 종이 단행본도 속속 발간하고 있다.
전자책 판매에서는 서브스크립션을 메인으로 채용하고 사이트에는 광고를 게재하지 않고 판원인 일본 출판사의 작품을 횡단하여 취급하고 있다.。
통상 외부위탁으로 하는 번역자를 정규직으로 고용하고 있다는 점에서 그 상업적 성공상을 엿볼 수 있다.
미국에서 과거 여러 출판사가 일본 성인용 만화를 출판했지만, 현 시점에서 신작까지 포함하여 지속적으로 출판하고 있는 것은 'FAKKU' 한 곳뿐이다.
2006년 초에는 권리자의 허락 없이 작품을 인터넷에 올리는 사이트였으나 2014년 일본 출판사로부터 경고를 받은 뒤 계약을 체결, 현재는 정식 라이선스 계약 하에 출판사업을 하고 있다.

## 같이 보기
- 영어로 출판된 일본의 성인용 만화 목록
- E-Hentai
- Komiflo